# ロッキー・グレイ
ロッキー・グレイ（Rocky Gray、1974年7月2日 - ）は、アメリカ合衆国アーカンソー州リトルロックのミュージシャン。
エヴァネッセンスのドラマーとしてデビューし、バンドのリーダーでもあるベン・ムーディーが脱退後も陰でバンドを支えてきたが、2007年5月エイミー・リーとの創作性の違いなどによりギタリストのジョン・ルコンプと共に脱退。
以後、ジョン・ルコンプ率いるマシーナや、ソウル・エンブレイスド、フェイタル１３（サーティン）でドラマーとして、リヴィング・サクリファイスではギタリストとして、主に活動している。
2009年、元エヴァネッセンスのベン・ムーディー、ロッキー・グレイ、アメリカンアイドル'07のファイナリスト、カーリー・スミスソン、マーティ・オブライアンらと共に、新バンドWE ARE THE FALLEN（ウィー・アー・ザ・フォールン）を結成。
同年6月22日にハリウッドにて記者会見を行い、デビュー曲"Bury Me Alive"を発表。
2010年5月11日、デビューアルバム"Tear The World Down"をリリース。
2011年以降はマシーナのメンバーとして主に活動。
2012年10月、バンドはRogue Records Americaと契約、デビューアルバム「To Live and Die in the Garden of Eden」をiTunes、レーベルサイトよりデジタル版、CD版ともにリリースした。
マシーナ ミュージック･ビデオ "Crown" "Tranquility"
他にも、Solus Deus、At War's Endでギタリストとして参加、活動している。
レコーディング・スタジオ"Fader Recording Studio"のオーナーで、プロ・アマ、ジャンルを問わずプロデューサー業も行っている。
ホラー系アートを扱うアパレル＆デザインWEBショップ"Deadest Designs"を経営。